# Anastasia Bliznyuk
Anastasia Ilyinichna Bliznyuk (em russo:  Анастасия Ильинична Близнюк; Zaporíjia, 28 de junho de 1994) é uma ginasta russa que compete em provas de ginástica rítmica, bicampeã olímpica em 2012 e 2016. Ela é uma das três ginastas russas a ganhar duas medalhas de ouro por equipes em Jogos Olímpicos, após Natalia Lavrova (2000 e 2004) e Yelena Posevina (2004 e 2008).

## Carreira

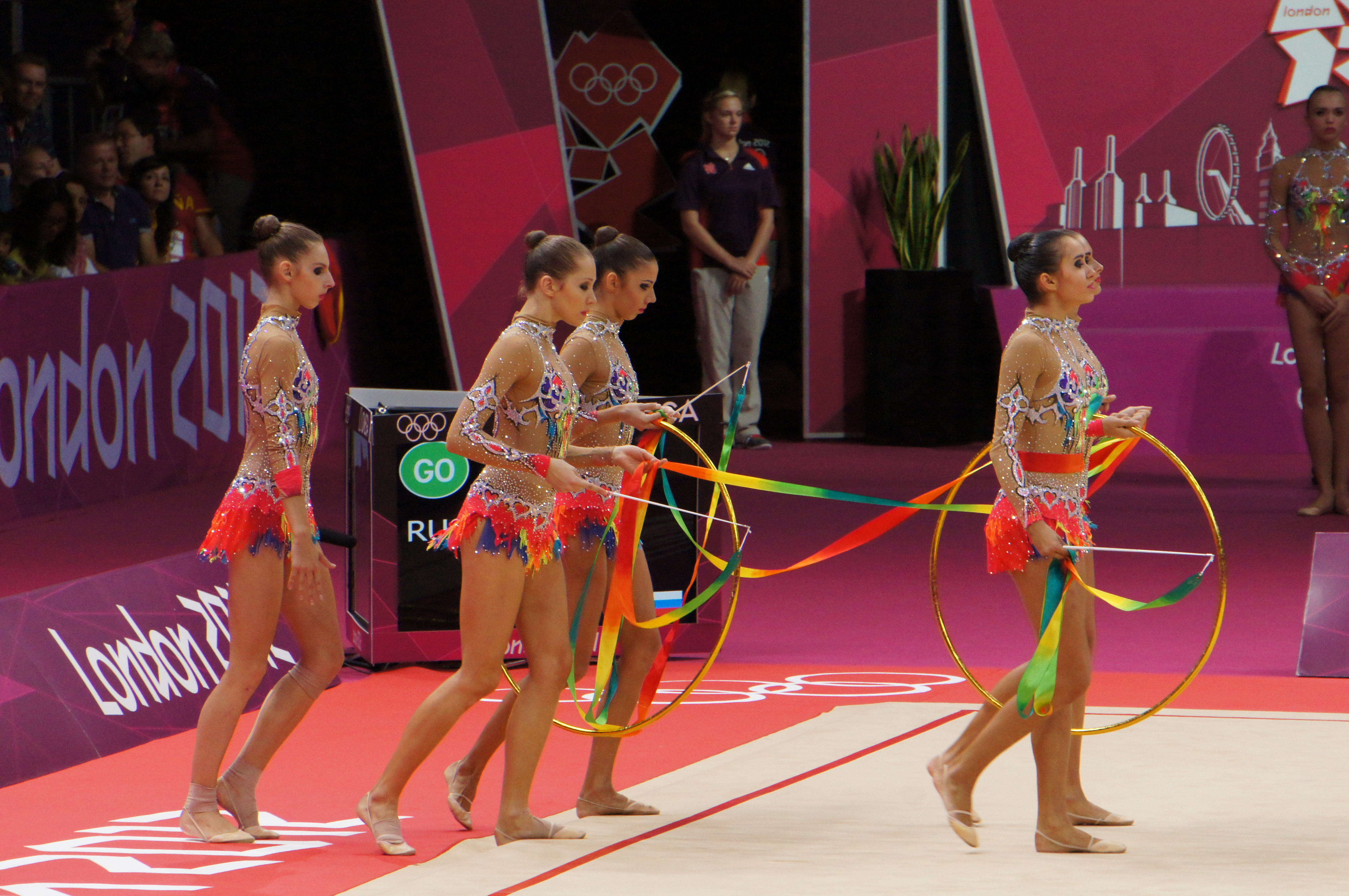
Bliznyuk (primeira da esquerda) e a equipe russa antes de uma apresentação nos Jogos Olímpicos de 2012.

Bliznyuk fez parte da equipe russa que obteve a medalha de ouro no Campeonato Europeu de 2012, em Nijni Novgorod, e na final da Copa do Mundo em Minsk, Bielorrússia. Acabou convocada para integrar o grupo que iria participar dos Jogos Olímpicos de Londres, onde obteve a vitória por equipes ao lado das companheiras Uliana Donskova, Ksenia Dudkina, Alina Makarenko, Anastasia Nazarenko e Karolina Sevastyanova.
Após as Olimpíadas continuou suas performances representando a Rússia, onde se conquistou três medalhas de ouro na Universíada de Cazã, além de ganhar o título no exercício de três bolas e duas fitas no Campeonato Mundial de 2013, em Kiev. Após essas competições, houve uma renovação de ginastas na seleção nacional, mas Bliznyuk ainda ficou listada na equipe e chegou a ficar um tempo na comissão técnica da seleção do Brasil.
Em 2015, retornou seus treinos na ginástica rítmica competitiva com o objetivo de retornar ao time principal da Rússia. Sua primeira competição internacional após a pausa foi na etapa de Moscou da Copa do Mundo, realizada em fevereiro de 2016. Em junho, já participava no Campeonato Europeu de Holon, Israel, onde conquistou o primeiro lugar por equipes. Foi então convocada para disputar sua segunda Olimpíadas, nos Jogos do Rio de Janeiro em agosto, ao lado de Vera Biryukova, Anastasia Maksimova, Anastasia Tatareva e Maria Tolkacheva. Depois de passar a fase de qualificação com a segunda melhor nota (35,516 pontos), a equipe conquistou a medalha de ouro na final com 36,233 pontos.
No Campeonato Mundial de Pésaro, na Itália, em 2017, Bliznyuk ainda integrou uma renovada seleção russa com Maria Kravtsova, Evgenia Levanova, Ksenia Polyakova e as remanescentes da Rio 2016 Tatareva e Tolkacheva, onde totalizaram duas medalhas de ouro (equipes e exercício de 3 bolas e 2 cordas) e uma prata (5 arcos). Elas ainda competiram no Campeonato Europeu de 2018 em Guadalajara, Espanha, ganhando o ouro na competição geral e o bronze nos 5 arcos.